# Довера
Довера (итал. Dovera) — коммуна в Италии, располагается в регионе Ломбардия, подчиняется административному центру Кремона.
Население составляет 3485 человек, плотность населения составляет 174 чел./км². Занимает площадь 20 км². Почтовый индекс — 26010. Телефонный код — 0373.
Покровителем коммуны почитается святой Лаврентий.